# 史蒂夫·霍普金斯
史蒂夫·霍普金斯（英语：Steve Hopkins），音乐作曲家兼制作人，又名史蒂芬·E·霍普金斯（Steven E. Hopkins）或“嬉皮霍普金斯”（HipHopkins）。霍普金斯长期居住在美国加利福尼亚州的洛杉矶。霍普金斯因其作为共同音乐创作者为美国历史上播放时间最长的日间剧《杏林春暖》制作主题音乐而闻名。

## 早期生活
史蒂夫· 霍普金斯出生于纽约州，其父亲为科学家，母亲为大学教授。16岁时，在新泽西的亚特兰大市的赌场表演厅内，霍普金斯便开始了职业化的打击乐器演奏生涯。因年纪较轻，每次演奏他都需要在保安的陪同下入场或出场。在其移居加利福尼亚州前，霍普金斯以作曲家和音乐制作人的身份最终与查克·贝里、田纳西·厄尼·福特、佛罗伦萨·亨德森和格洛丽亚·洛林一起完成了大型巡演（以音乐家身份）。

## 奖项和提名
| 年份   | 奖项           | 类别                       | 被提名作品 | 获奖结果 |
| ------ | -------------- | -------------------------- | ---------- | -------- |
| 2019年 | 日间时段艾美奖 | 电视剧杰出音乐指导及作曲奖 | 杏林春暖   | 提名     |
| 2018年 | 日间时段艾美奖 | 电视剧杰出音乐指导及作曲奖 | 杏林春暖   | 提名     |
| 2017年 | 日间时段艾美奖 | 电视剧杰出音乐指导及作曲奖 | 杏林春暖   | 提名     |
| 2016年 | 日间时段艾美奖 | 电视剧杰出音乐指导及作曲奖 | 杏林春暖   | 提名     |
| 2015年 | 日间时段艾美奖 | 电视剧杰出音乐指导及作曲奖 | 杏林春暖   | 提名     |
| 2013年 | 日间时段艾美奖 | 电视剧杰出音乐指导及作曲奖 | 杏林春暖   | 提名     |
| 2008年 | 日间时段艾美奖 | 杰出原创音乐奖             | 只此一生   | 提名     |